# Lachenal (Savoie)
Lachenal ist ein Dorf in Savoyen, des Arrondissements Albertville, und gehört zur Gemeinde Bozel im Kanton Moûtiers. Es liegt auf einer Höhe von 1300 Metern und zählt 20 Einwohner.

## Geschichte
Der Name Lachenal kommt von Chanal, Wasserkanal. So ist der Weiler auch bekannt für seinen "Bachal", dabei handelt es sich um ein großes Becken aus Steinen, das als Wasserstelle für das Dorf genutzt wurde. Diese Wasserstellen sind in der Region von Bozel noch immer zahlreich zu finden.
In Lachenal befindet sich die Kapelle Saint Jean aus dem Jahre 1703.